# Катманду
Катманду (на английски: Kathmandu; на непалски: काठमांडौ, неп.бх.येँ Yne) наричан и Канипур (на английски: Kantipure) е столица и най-голям град в Непал с население от около 1 003 285 души към 2011 г.

## География
Градът е разположен в Хималаите на над 1350 метра надморска височина в едноименната долина, в която се намират още две по-големи селища – Патан и Бхактапур някога също столици на едноименните княжества, обединени впоследствие с това на Катманду.
Катманду е най-големият и най-развитият град в Непал. Освен от туризъм, населението се препитава от кожарство, тъкачество, художествена резба и добив на мрамор. Има аерогара за местни и международни полети и е автотранспортен център на страната.

## Забележителности
В града и в околностите му са забележителни старият централен площад Дурбар с пагодите и стария кралски дворцово-храмов комплекс Хануман Дхока (15 – 18 век), храмът-манастир на живата богиня Кумари, споменатата пагода Катх Мандир, будисткият храм на маймуните от 3 век пр.н.е. (наречен така не от вярващите, а от хипитата за който града става „Мека“ в края на 60-те и през 70-те години на ХХ век, дори Боб Сиигър възпява града в песен (истинското име на храма е Сваямбунатх), хиндуисткият комплекс Пашупатинатх от 13 век, храмът Боднат (3 век пр.н.е.) с голямата будистка ступа, интересни са кулата Бхимсен от 1834 г. и множеството други пагоди будистки и хиндуистки храмове, някои от водят началото си от 3 век пр.н.е. и са с изящни каменни релефи, както и другите две споменати столици на старите княжества, които принципно приличат на Катманду, и са съвсем близо до него. Градът е най-големият център на образование и култура в Непал. Тук действат университет с 11 института, университетът „Трибхуван“, санскритски колеж, национален колеж, академия, Асоциация на изящните изкуства, национален музей, нумизматичен музей, националната и централната библиотеки, Архитектурно-инженерна камара, представителство на ООН по прехраната, бюро за бежанците от Тибет и будистки художествени и религиозни центрове и разбира се американско военно представителство и много и от най-различни категории хотели, ресторанти и магазини. Районът Тамел е най-автентичен и привлекателен за туристите. Тук са кръчмите в които са сядали Бийтълс и Йоко Оно, Боб Дилън, покорителят на Еверест Едмънд Хилари. Катманду е стартов пункт за посещение на джунглите при Читван и другите национални паркове в Южен Непал обитавани от носорози, тигри, тукани и слонове или попълване на екипировката, организиране и получаване на разрешение за трекинг по Хималаите, оттук излитат двумоторните самолети до Лукла – най-близкото летище до Еверест и изходния пункт за покоряването му – Намче Базар.

## История
Легендата свързва заселването му с будистки монах победил злите духове и отрязал върха на хълма заприщващ водите които изпълвали долината и я били превърнали в езеро. Тогава те се оттекли и на освободената земя се заселили хора. Интересно е, че местните хора твърдят, че са намирали много останки от миди и други водни обитатели тук далеч от големите реки и на хиляди метри над морето, и вярват, че в долината живеят 10 000 0000 божества. Исторически градът е известен от 723 г. с името Кантипур. Счита се, че днешното му име е свързано с двуетажната дървена пагода Катх Мандир (покрит подслон, Kaasthamandap, काष्ठ मंडप/मण्डप Kaasth Mandap) построена от крал Лакшми Нарсингх Мала (Laxmi Narsingh Malla) през 1596 г. на площад Дурбар. Градът става държавна столица на Непал през 1769 г. От XVII – XVIII век са и най-добре съхранените сгради когато тук както и в цялата долина управляват кралете от неварската династия Малла.

## Побратимени градове
- Йоханесбург, ЮАР
- Матсумото, Нагано, Япония
- Минск, Беларус
- Пхенян, Северна Корея
- Рангун, Бирма
- Сиан, Китай
- Юджийн, Орегон, САЩ